# Große Klette
Die Große Klette (Arctium lappa; älteres Synonym: Lappa major), auch Butzenklette und kurz Klette genannt, ist eine Pflanzenart aus der Gattung der Kletten (Arctium) innerhalb der Familie der Korbblütler (Asteraceae).

## Beschreibung

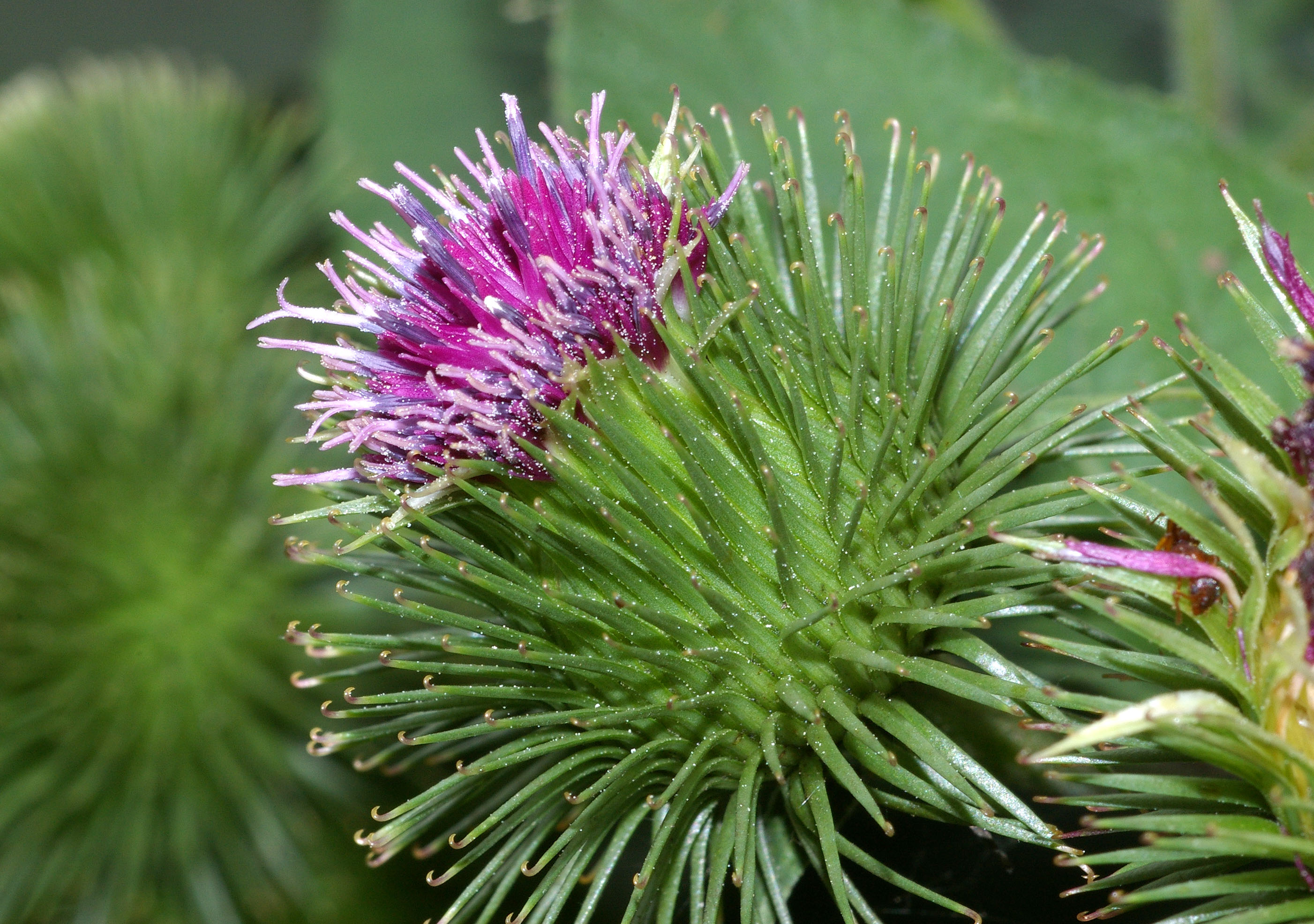
Kugelförmiger Blütenkorb mit den typisch hakigen Hüllblättern

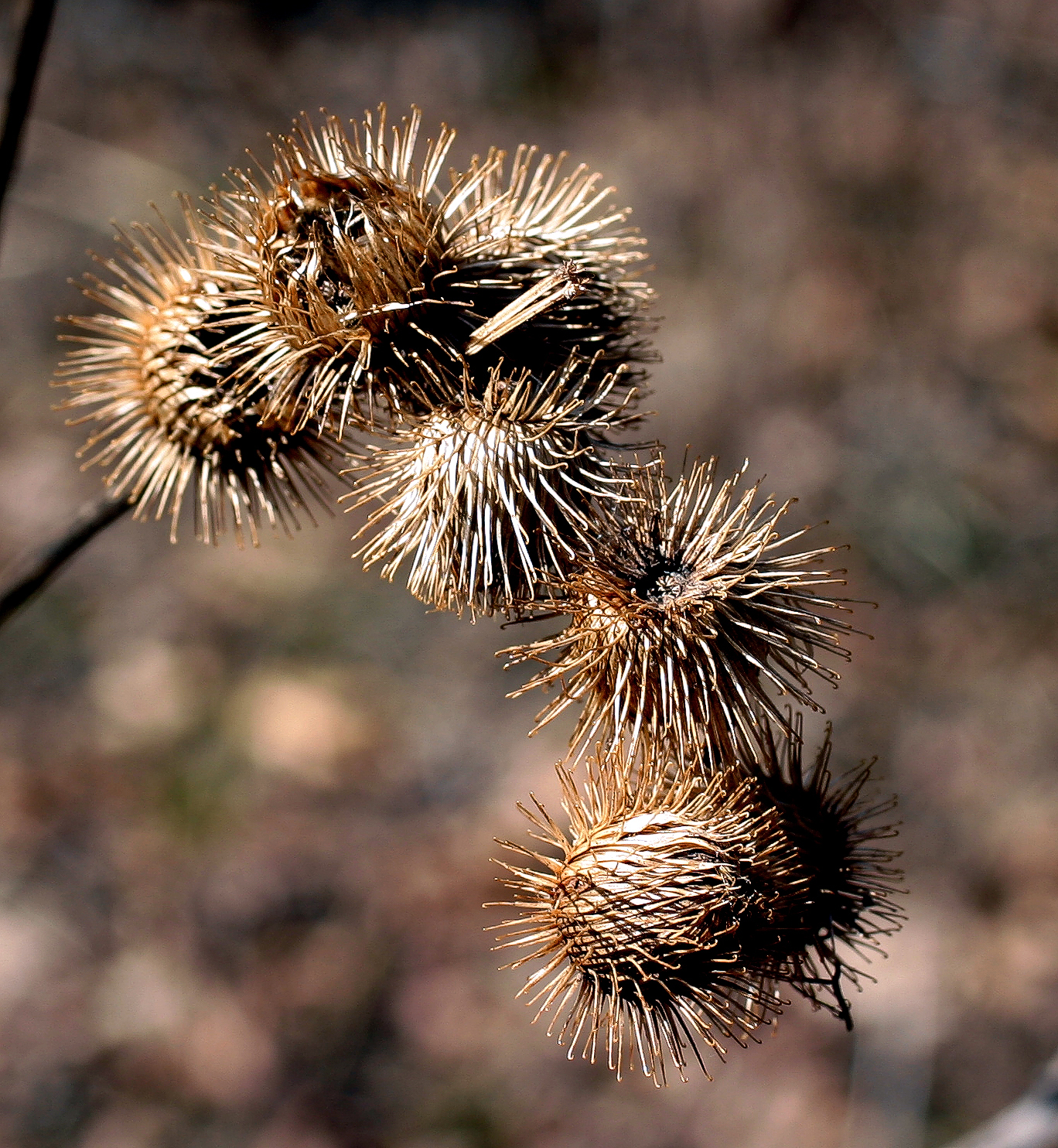
Reife Fruchtstände, bereit zur Anhaftung an tierischen Passanten

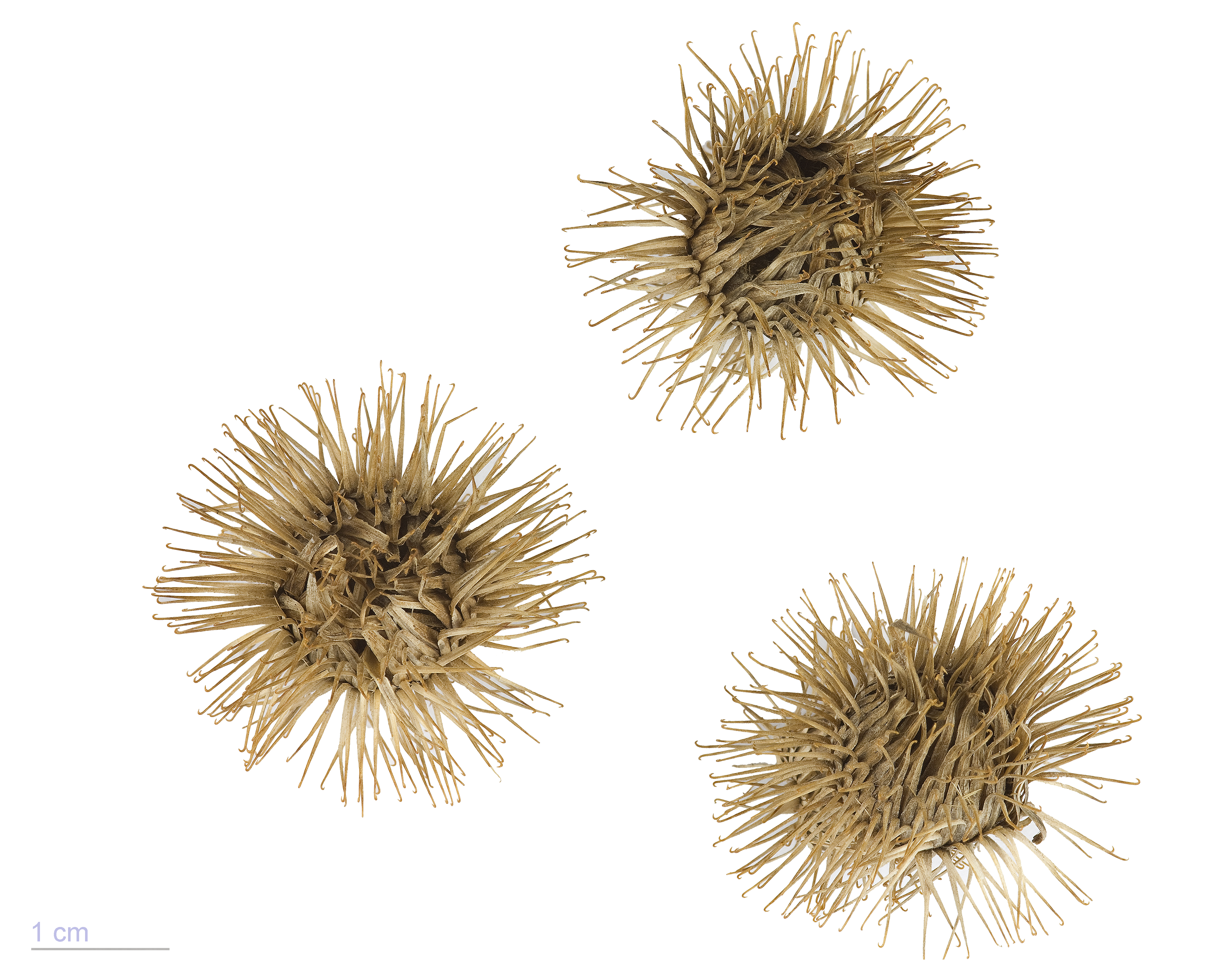
Sammelfrucht

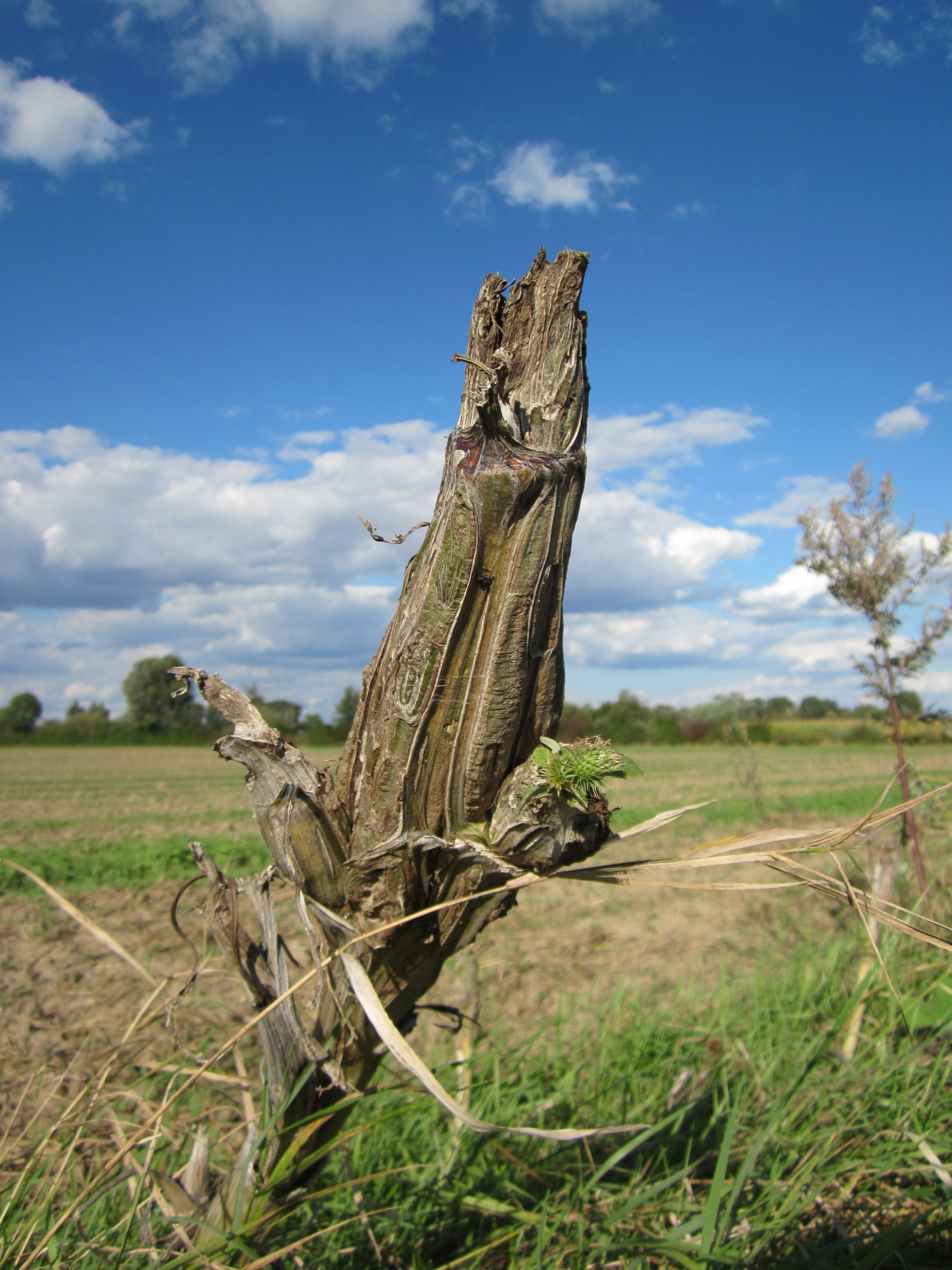
Verdorrter Strunk

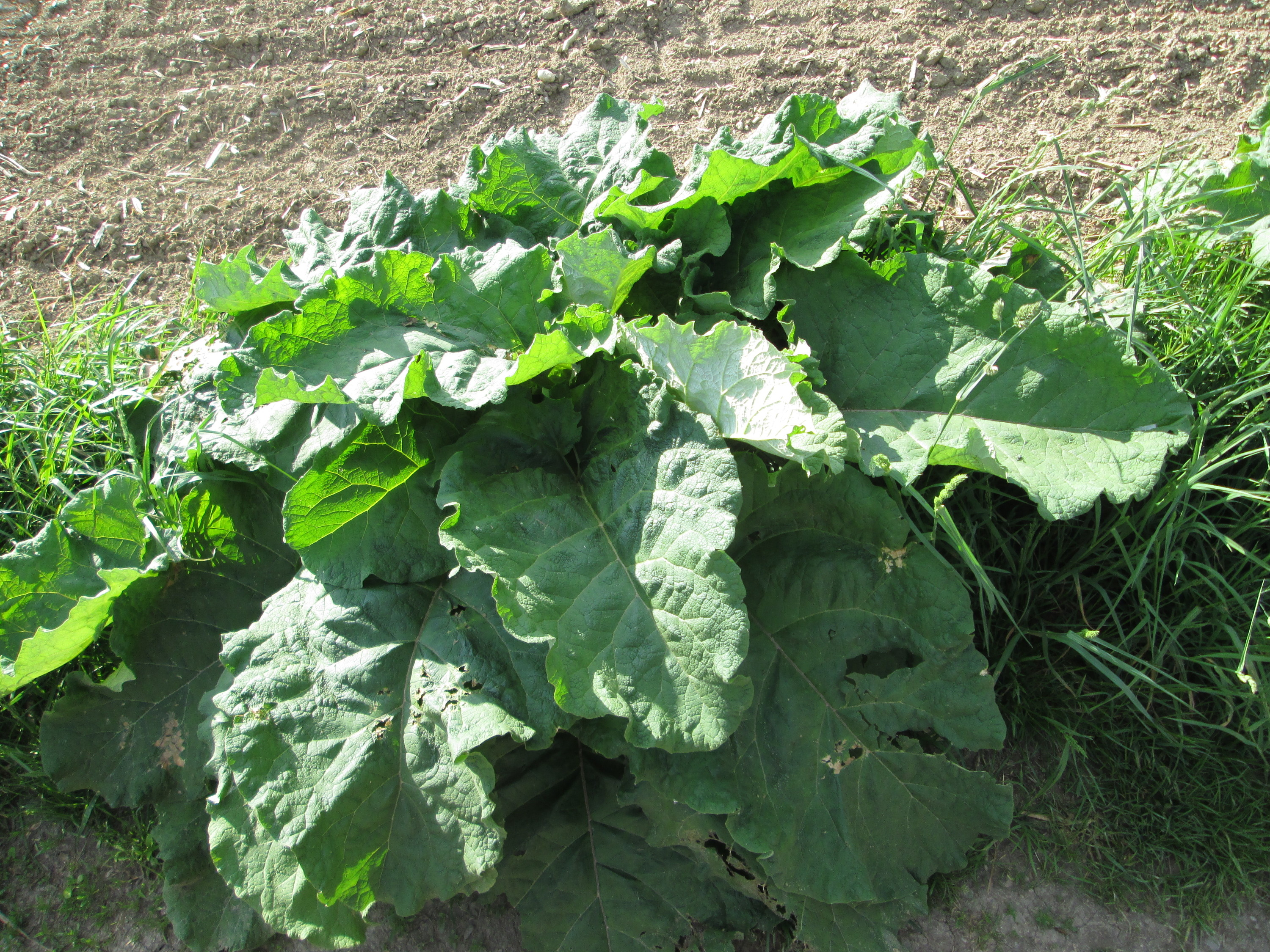
Große gestielte Grundblätter

### Vegetative Merkmale
Die Große Klette ist wie die anderen Arten der Gattung eine zweijährige krautige Pflanze. Sie bildet eine verholzende Pfahlwurzel. Die aufrechten und 80 bis 150 Zentimeter hohen Sprossachsen (Stängel) sind kantig und spinnwebig behaart. Die Stängel sind aufrecht, bis etwa 2 Zentimeter dick, mit Mark gefüllt, längs gefurcht und mit zahlreichen aufrecht abstehenden Ästen. Die Stiele der Grundblätter sind bis über 30 Zentimeter lang, markig, eckig und rinnig. Die einfachen Blattspreiten sind bei einer Länge von bis zu 50 Zentimeter herzförmig-oval. Die Blattunterseite ist kahl bis schwach graufilzig behaart. Die Stängelblätter nehmen von unten nach oben rasch an Größe ab; die obersten haben nur einen seicht herzförmigen Blattgrund.

### Generative Merkmale
Auf bis zu 10 Zentimeter langen Blütenstandsschäften stehen kugelförmige Blütenkörbe, die Durchmesser von 3 bis 5 Zentimeter aufweisen. Die fast kahlen Hüllblätter sind schmal linealisch und besitzen eine bräunlich-gelbe Spitze, die hakig gekrümmt ist. Sie sind so lang oder länger als die Blüten. Die Blüten sind rot bis purpurfarben und erscheinen zwischen Juli und September. Die Röhrenblüten haben einen glockenförmigen Saum.
Die Achänen sind 6 bis 8 Millimeter lang, schwarz und oberwärts etwas runzelig. Sie sind oben breiter als am Grund und sind undeutlich kantig, sowie kahl. Oben tragen die Achänen einen Borstenkranz aus kleinsten spitzen Pappushaaren, die für denjenigen, der mit reifen Kletten hantiert, zur Gefahr werden können. Die Ausbreitung geschieht durch Epichorie, indem die Fruchtstände mit den Widerhaken im Fell von Tieren hängen bleiben und so verbreitet werden.

### Chromosomenzahl
Die Chromosomenzahl beträgt 2n = 36.

## Ökologie
Die Wurzel ist bis zu 60 Zentimeter lang.

## Vorkommen
Die Große Klette ist in Eurasien verbreitet. Das Hauptverbreitungsgebiet ist Europa ohne die Iberische Halbinsel und das nördliche Skandinavien; auf den Britischen Inseln beschränkt sich die Verbreitung weitgehend auf England. In Nordamerika und in Australien ist die Große Klette ein Neophyt. Angepflanzt wird oder wurde die Art in Europa, Nordamerika, auf Hawaii, Neuseeland, Japan, China, den Philippinen, Indonesien und in Vietnam.
Sie wächst an Wegrändern, Zäunen, Ruderalstellen, auf Flussschottern und in Auwäldern. Letztere sind wohl die Primärstandorte. Sie gedeiht am besten auf frischen, nährstoffreichen Lehm-Böden. Sie kommt bis in die montane Höhenstufe meist bis in Höhenlagen von 1300 Metern vor. In den Allgäuer Alpen steigt sie am Hinterberg am Fuß des Fellhorns auf Höhenlagen von bis zu 1100 Metern auf. Im Kanton Wallis erreicht sie sogar 1700 Meter Meereshöhe.
Die ökologischen Zeigerwerte nach Landolt et al. 2010 sind in der Schweiz: Feuchtezahl F = 2+w (frisch aber mäßig wechselnd), Lichtzahl L = 3 (halbschattig), Reaktionszahl R = 4 (neutral bis basisch), Temperaturzahl T = 3+ (unter-montan und ober-kollin), Nährstoffzahl N = 5 (sehr nährstoffreich bis überdüngt), Kontinentalitätszahl K = 4 (subkontinental).
Pflanzensoziologisch ist sie eine Charakterart des Arctio-Artemisietum vulgaris (im Verband der Klettenfluren, Arction lappae). Sie kommt auch in den Verbänden Convolvulion sepium (Uferstaudenfluren) und Onopordion acanthii vor.

## Geschichte
Die Große Klette wurde im 9. Jh. im Capitulare de villis vel curtis imperii Karls des Großen als Nutzpflanze erwähnt. Im Kapitel 70 ist sie als parduna aufgelistet. Eine spätere lateinische Bezeichnung war Lappa personata. Weitere lateinische Bezeichnungen waren lappa maior und (wie für andere bestimmte Pflanzen mit großen Blättern auch) Lappacium.
In Großbritannien ist das schwach alkoholische Getränk Dandelion and Burdock (wörtlich „Löwenzahn und Große Klette“) seit 1265 belegt.

## Nutzung

### Kulinarische Verwendung
Wurzel, junge Laubblätter und Stängel können als Wildgemüse verwendet werden.
Die Wurzel wurde, ähnlich wie die Garten-Schwarzwurzel heute, im Mittelalter häufig als Gemüse gegessen, hat jetzt aber nur noch in der Küche Japans Bedeutung, wo sie gobō (jap. 牛蒡 oder ゴボウ) genannt wird, sowie in der Küche Chinas als Niúbàng (chin. 牛蒡) oder Koreas, wo man sie ueong (kor. 우엉) nennt. In Korea gibt es auch den „Ueong-Tee“.
Stängel der Blätter und des Blütentriebes werden als Gemüse verwendet. Das Mark schmeckt ähnlich wie die verwandte Artischocke, die zu derselben Tribus Cynareae innerhalb der Pflanzenfamilie der Korbblütler gehört.

### Verwendung als Heilpflanze
Die Große Klette (lateinisch Bardana) wurde als Volksarzneipflanze verwendet, die Wurzeln werden zur Droge „Radix Bardanae“ verarbeitet. Klettenwurzelöl findet in der Kosmetik Anwendung. Ein wasserlösliches Polysaccharid, ein sogenanntes Fructan, der Großen Klette zeigt in vitro und in vivo hohe antioxidative Wirkungen und könnte in der Herstellung von Pharmazeutika oder Nahrungsmitteln in Zukunft eine Rolle spielen. Für Arctigenin, ein Aglykon von Arctiin und typisches Lignan von Arctium lappa, konnten antivirale und antitumorale Wirkungen beobachtet werden. Arctigenin zeigt phytoöstrogene Eigenschaften und vermochte im Versuch, die Apoptose von östrogenrezeptornegativen Brustkrebszellen zu forcieren. Unter den volkstümlichen Verwendungen der Klettenwurzel als Heilpflanze finden sich Hauterkrankungen, Leberleiden, Haarausfall und rheumatische Erkrankungen.
Laut David Hoffmann sind Anwendungsgebiete der Großen Klette Hautleiden, die zu Trockenheit und Hautschuppen führen; sowie, über längere Zeit angewendet, Schuppenflechte und Ekzeme. Sie sei bei Rheuma hilfreich, das mit Schuppenflechte einhergeht. Die Wirkung beruhe zum Großteil auf Anregung der Verdauungssäfte, in erster Linie der Galle. Dadurch fördere sie die Verdauung und helfe bei Anorexia nervosa (Magersucht), stärke die Funktion der Nieren und könne Zystitis (Harnblasenentzündung) ausheilen. Äußere Anwendung als Umschlag beschleunige die Heilung von Wunden und Ulcera (Geschwüre). Ekzeme und Schuppenflechte könnten zusätzlich zur inneren Anwendung äußerlich behandelt werden.

### Nutzung der Fasern
Die Fasern der Großen Klette sind als Zellstoff verwendbar.